# Sigurlín Margrét Sigurðardóttir
Pour les articles homonymes, voir Sigurðardóttir.
Sigurlín Margrét Sigurðardóttir (née le 23 avril 1964) est une personnalité politique islandaise, la première députée sourde de l'Althing.

## Biographie
Le 1er octobre 2003, Sigurlín Margrét Sigurðardóttir devient la première personne sourde élue à l'Althing, le parlement islandais, sous les couleurs du Parti libéral, remplaçant pendant trois mois le député Gunnar Örlygsson. Le 2 octobre 2003, elle fait un discours en langues des signes islandaise au sein de l'Althing, le premier du genre au Parlement islandais. Remarquons que la langue des signes islandaise ne sera néanmoins reconnu comme langue officielle de l'Islande qu'en 2011.
En 2007, elle quitte le Parti libéral pour co-fonder le Mouvement islandais - Terre vivante.